# Nematobothrium scombrii
Nematobothrium scombrii är en plattmaskart. Nematobothrium scombrii ingår i släktet Nematobothrium och familjen Didymozoidae. Inga underarter finns listade i Catalogue of Life.